# Paulos Faraj Rahho
Paulos Faraj Rahho (syriska ܦܘܠܘܣ ܦ̮ܪܔ ܪܚܘ, arabiska بولص فرج رحو), född 20 november 1942 i Mosul, Irak, död före 12 mars 2008, var kaldeisk-katolsk ärkebiskop av Mosul i norra Irak.
Paulos Faraj Rahho prästvigdes den 10 juni 1965. Den 12 januari 2001 utsågs han till ärkebiskop av Mosul.
Fredagen den 29 februari 2008 ledde ärkebiskopen en korsvägsandakt i den Helige Andes kyrka i stadsdelen Al-Nour i Mosul. Efter andakten kidnappades han med våld och fördes iväg. Hans chaufför och två medhjälpare sköts ihjäl utanför kyrkan. Den 13 mars påträffades ärkebiskopen begravd i närheten av Mosul.
Den katolske biskopen av Stockholm, Anders Arborelius, uttalade sig den 13 mars och sade bland annat: ”Våra kaldeiska bröder och systrar [har] förlorat sin andlige ledare. Detta skakar om oss alla och visar vilket laglöst land Irak blivit i spåren av ockupationen. När inte ens en hög religiös företrädare respekteras förstår man under vilken oro och fasa vanliga kristna, ja, alla irakier lever”.

### Fotnoter
1. ↑  Bibliothèque nationale de France, BnF Catalogue général : öppen dataplattform, id-nummer i Frankrikes nationalbiblioteks katalog: 17792291c.[källa från Wikidata]
2. ↑  Bibliothèque nationale de France, BnF Catalogue général : öppen dataplattform, id-nummer i Frankrikes nationalbiblioteks katalog: 17792291c.[källa från Wikidata]
3. ↑  Catholic-Hierarchy.org, Catholic Hierarchy person-ID: rahho, läst: 27 januari 2021.[källa från Wikidata]
4. ↑  Catholic Hierarchy person-ID: rahho.[källa från Wikidata]
5. ↑  Catholic Hierarchy stifts-ID: moch.[källa från Wikidata]
6. ↑  Uttalande om biskop Rahhos död Arkiverad 16 februari 2008 hämtat från the Wayback Machine.. Katolska Kyrkan i Sverige, 13 mars 2008.